# True Tears
True Tears (яп. トゥルーティアーズ Туру: тиа:дзу) — аниме Дзюндзи Нисимуры. Транслировалось в ночном сеансе (01:00) на телеканале TV Tokyo в период с 6 января по 29 марта 2008 года. Игра для PlayStation Portable и Nintendo DS выпущена в марте 2006 года.

## Сюжет
«True Tears» повествует о событиях в жизни ученика старшей школы Синъитиро Накагами, имеющего хорошие творческие способности. Он живёт со своими родителями и одноклассницей Хироми Юасой, переехавшей в их дом после смерти отца, который был близким другом семьи юноши.
Хироми, весёлая и приветливая в школе, находясь в своём новом доме, становилась будто бы незаметной и холодной. Однако видя переживания девушки, Синъитиро никак не осмеливается переговорить с ней.
Однажды он встречает странную девушку Ноэ Исуруги, поругавшись с которой, говорит ей обидные слова. Но, помирившись, они начинают встречаться.

## Список персонажей

Синъитиро Накагами

Хироми Юаса

Ноэ Исуруги

Айко Андо

Синъитиро Накагами (яп. 仲上 眞一郎 Накагами Синъитиро:) — учится в средней школе, любит искусство и даже работает над иллюстрированной книгой. Он живет со своей матерью, отцом и подругой детства Хироми Юаса. В чужом доме Хироми старается быть незаметной и выглядит грустной, Синъитиро мечтает о том, чтобы вновь увидеть её улыбку. Синъитиро живет относительно спокойно, пока не встречает странную девушку по имени Ноэ Исуруги, которая проклинает его за небольшую причинённую им обиду, хотя уже вскоре после этого они снова встречаются, и между ними завязываются неоднозначные отношения. Синъитиро расстроен, что не может видеть эмоций Хироми. Он вынужденно занимается традиционными японскими танцами под давлением семьи, пока не получает поддержки от Ноэ. Синъитиро получает большую поддержку с её стороны, между ними даже завязываются отношения, но настоящие чувства он испытывает к Хироми.
Сэйю: Макото Исии
Хироми Юаса (яп. 湯浅 比呂美 Юаса Хироми) — учится в одном классе с Синъитиро. После смерти отца, она живёт в семье Накагами уже год. Дома и в школе она ведёт себя по-разному. Хироми избегает встреч и разговоров с Синъитиро, но помогает отцу Синъитиро по работе. В школе Хироми состоит в баскетбольной команде под номером 6. Она испытывает чувства к Синъитиро, о чём догадывается даже её подруга Куробэ Томоё, но Хироми начала подавлять и скрывать эти чувства после переезда в дом Синъитиро, потому что мать Синъитиро солгала ей, что у них с Синъитиро общий отец.
Сэйю: Каори Надзука
Ноэ Исуруги (яп. 石動 乃絵 Исуруги Ноэ) — неординарная девушка, учащаяся в одной школе с Синъитиро. В первый раз она встречает его, сидя на дереве. Ноэ просит Синъитиро поймать её, потому что она не может слезть с дерева сама. Ноэ очень любит куриц, на дереве она собирает зёрна для петуха, которого называет Райгомару. Райгомару и ещё одна курица Дзибэта живут в курятнике во дворе школы. Ноэ кормит только Райгомару, потому что только он «может летать». Обнаружив на следующий день, что Райгомару убит, Ноэ очень грустит, но не плачет, потому что она «отдала свои слёзы» бабушке, которая перед смертью забрала их с собой на небо. После смерти бабушки Ноэ остаётся со своим старшим братом Дзюном. Она всегда очень откровенна и честна, при этом достаточно проницательна в отношении внутренних чувств окружающих.
Сэйю: Аяхи Такагаки
Айко Андо (яп. 安藤 愛子 Андо: Айко) — на один год старше Синъитиро и учится в другой школе. Айко встречается с Нобусэ Миёкити, но испытывает чувства к Синъитиро. Она постоянно пытается стать ближе к Синъитиро, например, в 4-й серии она просит его пройтись по магазинам вместо Миёкити. Айко ведёт себя заметно по-другому в присутствии Синъитиро. Она знала Синъитиро с детства, и с Миёкити её познакомил он. Айко помогает в кафе Имагаваяки Ай-тян, которым владеет её семья. Синъитиро и Миёкити часто заходят к ней в гости.
Сэйю: Юка Игути
Миёкити Нобусэ (яп. 野伏 三代吉 Нобусэ Миёкити) — лучший друг Синъитиро. Они знают друг друга с детства и проводят много времени вместе. Миёкити замечает за Синъитиро влечение к Хироми. Со своей стороны Синъитиро познакомил и поручился за Миёкити перед Айко, когда тот предложил ей встречаться. Айко согласилась, но, как становится понятно, не из-за Миёкити, а из-за Синъитиро. Позднее, Айко пытается порвать с Миёкити, чему он как может противится, уходя от разговоров. В конце концов Миёкити убеждает Айко остаться с ним и попробовать ещё раз.
Сэйю: Хироюки Ёсино
Дзюн Исуруги (яп. 石動 純 Исуруги Дзюн) — старший брат Ноэ, капитан баскетбольной команды своей школы, его номер — четыре. Дзюн испытывает чувства к Ноэ, большие, чем к сестре, поэтому когда она рассказывает ему о Синъитиро, он предлагает ему встречаться с ней. Дзюн желает добиться счастья сестры любой ценой, поэтому соглашается на встречное предложение Синъитиро взамен встречаться с Хироми, несмотря на то, что абсолютно равнодушен к ней.
Сэйю: Юки Масуда
Томоё Куробэ (яп. 黒部 朋与 Куробэ Томоё) — и Хироми играют в одной баскетбольной команде и являются хорошими подругами. Томоё уверена, что Хироми нравится Синъитиро, но Хироми отрицает это даже перед ней и даже говорит, что ей нравится другой. Томоё всегда поддерживает Хироми и даже обещает помочь в сближении с Дзюном, которым якобы увлеклась Хироми.
Сэйю: Томоми Ватанабэ
Мунэхиро Накагами (яп. 仲上 宗弘 Накагами Мунэхиро) — отец Синъитиро. Был хорошим другом отца Хироми, из-за чего, после его смерти, приютил девочку. В отличие от жены, он уважает частную жизнь сына и позволяет Синъитиро делать то, что он хочет.
Сэйю: Кэйдзи Фудзивара
Сиори Накагами (яп. 仲上 しをり Накагами Сиори) — мать Синъитиро; любит делать то, что считает лучшим для своего сына, хотя тот об этом даже не подозревает. К примеру, может прочесть его почту, если сочтёт это необходимыми. Сиори поначалу часто показывает враждебное отношение к Хироми, не принимая её за своего ребёнка, но в конце концов она примиряется с девочкой.
Сэйю: Риэко Такахаси
Руми Такаока (яп. 高岡 ルミ Руми Такаока) — капитан баскетбольной команды девушек, в которой играют Хироми и Томоё.
Сэйю: Дзюн Мируно

## Список серий
| № серии | Заглавие | Трансляция |
| ------- | --- | ---------- |
| 01      | Я отдала свои слёзы «私…涙、あげちゃったから» (Watashi... Namida, Agechatta kara)                                       | 05.01.2008 |
| 02      | Чего же я хочу... «私…何がしたいの…» (Watashi... Nani ga Shitai no...)                                                  | 12.01.2008 |
| 03      | Как прошло? Я про тот ваш разговор «どうなった? こないだの話» (Dou natta? Konaida no hanashi)                           | 19.01.2008 |
| 04      | Ну, начинай моргать «はい、ぱちぱちってして» (Hai, pachipachi'tte shite)                                                | 26.01.2008 |
| 05      | Парни, сующие всюду свой нос, просто дураки «おせっかいな男の子ってバカみたい» (O-sekkai na otoko no ko'tte baka mitai) | 02.02.2008 |
| 06      | Это что за шутка? «それ…何の冗談?» (Sore wa...nan no jōdan?)                                                            | 09.02.2008 |
| 07      | Скажи прямо, напиши здесь «ちゃんと言って、ここに書いて» (Chanto Itte, Koko ni Kaite)                                   | 16.02.2008 |
| 08      | В город, где не идёт снег «雪が降っていない街» (Yuki ga Futteinai Machi)                                                | 23.02.2008 |
| 09      | Кажется, он не сможет полететь «なかなか飛べないね…» (Nakanaka Tobenai ne...)                                           | 01.03.2008 |
| 10      | Я всё сделаю как нужно «全部ちゃんとするから» (Zenbu Chanto Suru kara)                                                  | 08.03.2008 |
| 11      | Та, которую ты любишь - не я «あなたが好きなのは私じゃない» (Anata ga Suki na no wa Watashi Janai)                      | 15.03.2008 |
| 12      | Мои глаза, которые не видят ничего «何も見てない私の瞳から» (Nani mo Mitenai Watashi no Hitomi kara)                    | 22.03.2008 |
| 13      | Твои слёзы «君の涙を» (Kimi no Namida wo)                                                                               | 29.03.2008 |

## Музыка
- Открывающая тема: «Reflectia» (исполняет Eufonius)
- Закрывающая тема: «Sekai no Namida» (исполняет Аира Юки)